# کاروی بارتا
کاروی بارتا (به مجاری: Bartha Károly) (زادهٔ ۴ نوامبر ۱۹۰۷) شناگر اهل مجارستان است.